# Exocentrus fastigatus
Exocentrus fastigatus är en skalbaggsart som beskrevs av Holzschuh 2007. Exocentrus fastigatus ingår i släktet Exocentrus och familjen långhorningar.
Artens utbredningsområde är Laos. Inga underarter finns listade i Catalogue of Life.